# 韩约
韩约（？—835年12月21日），本名韩重华，朗州武陵县（今湖南省常德市）人，唐朝将领。
韩约志气勇决，涉猎书籍，有担任官吏的才干。历任两池榷盐使、虔州刺史。大和二年（828年）六月，峰州刺史王升朝叛乱。六月二十六日（828年8月10日），韩约领安南都护，出兵讨伐，把王升朝斩首。九月二十七日（828年11月8日），容管奏报安南发生军乱，都护韩约被驱逐。韩约通过钱谷进升，安南富饶，他聚敛很多。再任太府卿。大和九年十一月十八日（835年12月11日），韩约代替崔鄯为左金吾卫大将军。
宰相李训和邠宁节度使郭行余、河东节度使王璠、左金吾卫大将军韩约、京兆少尹罗立言、御史中丞李孝本、另一宰相舒元舆密谋，发动政变，诛杀宦官。十一月二十一日（835年12月14日），唐文宗御临紫宸殿。韩约奏称：“昨晚发现左金吾衙门后院的石榴树上有甘露降临，是祥瑞征兆，已通过守卫宫门的宦官向报告陛下。”于是，行舞蹈礼，再次下拜称贺，宰相率领百官向皇帝祝贺。李训、舒元舆劝文宗亲自前去观看，以承受天赐祥瑞。文宗到含元殿升朝，先命宰相和中书门下官员到左金吾后院察看甘露，李训奏报称不像是真正的甘露。文宗于是命左、右神策军护军中尉仇士良、鱼弘志率诸宦官再去左金吾后院察看。
仇士良到左金吾后院时，发现韩约非常紧张，浑身流汗，脸色很难看。仇士良很奇怪，问：“将军为什么如此？”过了一会儿，一阵风把院中的帐幕吹起，仇士良发现幕后很多手执兵器的士兵，又听到兵器的碰撞之声音。仇士良等人急忙往外跑，奔至含元殿，向文宗报告发生兵变。宦官迎上前去搀扶文宗上轿，进入宣政门。李训没有截住文宗，于是骑马而逃。仇士良等宦官主持了对李训一党的屠杀（甘露之变）。右神策军在崇义坊抓获韩约，十一月二十八日（835年12月21日），把他斩首。韩约的儿子韩茂章、韩茂实兄弟逃到潞州投奔昭义节度使刘从谏，会昌四年，因刘从谏死后养子和侄子刘稹违命自称世袭节度使，唐武宗发兵平定昭义军，韩茂章、韩茂实也被诛杀。